# يوسف رزوقة
يوسف رزوقة شاعر وناقد وكاتب تونسي من مواليد 21 مارس 1957، بقصور الساف، تونس. يراوح في كتاباته بين النقد، الشعر، القصّة ويكتب للأطفال واليافعين. صاغ مع مثقفين عرب: محمد علي شمس الدين، عز الدين المناصرة، عياش يحياوي وشمس الدين العوني دستور الشعراء: رؤية جديدة لتشخيص الإيقاع العالمي الجديد في ظل الفضاء الاتصالي المعولم.
خاض مع شعراء من فرنسا ضمن أشغال ورشوية تجربة تطبيق العروض على القصيدة الفرنسية وله في هذا السياق مؤلفات مع الشاعرة الفرنسية هيرا فوكس. كما خاض مع شعراء من أمريكا اللاتينية (الأرجنتين) ضمن أشغال ورشوية تجربة اليوغا الشعرية بالإسبانية وله في هذا السياق مؤلفات مع غراسيالا مالاغريدا.
تمّ انتخابه 2005 سفيرًا لدى جمعية أمريكا اللاتينية لشعراء العالم بالشيلي، ممثّلا للعالم العربي فأمينا عاما لها وتمّ تعيينه 2006 في جينيف سفيرا عالميا للسلام.
إلى جانب لغته الأمّ، يدأب على الكتابة بلغات أخرى: الفرنسية والإنجليزية والإسبانية والبرتغالية والروسية والسويدية وله فيها مؤلفات. أصدرت مؤخّرا الروائية المكسيكيّة ماريا ألخندرا غودينو رواية في اثنين وعشرين فصلا بعنوان: إيزابيل، سيّدة البحر اتخذت فيها صاحب هذه السيرة بطلا أساسيّا تتمحور حوله الأحداث والشّخوص، مع توظيف أشعاره المكتوبة بالإسبانية في سياق سردي.

## المسيرة العلمية
- درس بكلية الآداب والعلوم الإنسانية 9 أبريل بتونس ومعهد الصحافة وعلوم الأخبار وكلية الحقوق والعلوم السياسية والمعهد العالي للفنون الجميلة.
- حاصل على الأستاذية في الصحافة وعلوم الأخبار (اختصاص: علوم سياسية).
- ديبلوم اللغة الروسية من جامعة بياتريس لوممبا بموسكو.
- دراسات معمقة في العلوم السياسية بكلية الحقوق والعلوم السياسية.

## محطات مهنية
- محرر أول بجريدة «العمل» (1980-1987)
- رئيس تحرير مجلة «الشعر» الصادرة عن وزارة الثقافة (1982-1987)
- محرر أول بجريدة «العمل» فالحرية" (1987-1989).
- رئيس تحرير مجلة «الجيل الجديد» (1990-1992).
- يشغل خطة رئيس تحرير بـ «الصحافة» (يومية تونسية) منذ 1989: رئيس تحرير ملحقها الأسبوعي «ضاد الصحافة».

## نشاطات موازية
- مثّل تونس في عديد المحافل الدولية بكل من إيطاليا، الأردن، الإمارات العربية المتحدة، سراييفو، ليبيا، الجزائر، العراق، مصر، سوريا، موسكو، الشيلي، البرازيل، تركيا، كوب، فرنسا، إسبانيا.
- رئيس نادي «الأربعاء الأدبي» بالنادي الثقافي الطاهر الحداد بتونس المدينة منذ 1987.
- أشرف على عديد الأقسام الثقافية والعلمية بالأسبوعيات التالية: الأخبار. الأيام. الإعلان. الصدى…
- مستشار أدبي بالتلفزيون التونسي لتأطير المواهب الأدبية الشابة.
- عضو اتحاد الكتاب التونسيين.
- عضو اتحاد كتاب الإنترنت العرب.
- عضو اتحاد الأدباء العرب.
- عضو جمعية الصحافيين التونسيين.
- عضو 'صوت الكلمة المكتوبة في العالم' (بإسبانيا).
- عضو ' أنفو مونديال': الإعلام العالمي (بكوستاريكا).
- سفير شعراء العالم بالشيلي | ممثل العالم العربي.
- أمين عام حركة شعراء العالم بأمريكا اللاتينية | ممثل العالم العربي.

## مؤلفاته

### بالعربية
- له مؤلفات في مجال الإبداع الشعري ترجم أغلبها إلى لغات أجنبية:
- 1978: أمتاز عليك بأحزاني (شعر).
- 1982: لغة الأغصان المختلفة (شعر).
- 1984: برنامج الوردة (شعر).
- 1986: الأرخبيل (رواية).
- 1986: إسطرلاب يوسف المسافر (شعر).
- 1992: وطارت البرتقالة (قصص الخيال العلمي للأطفال).
- 1997: في إستراتيجية الخطاب السياسي (رسالة جامعية).
- 1998: الذئب في العبارة (شعر).
- 2001: بلاد ما بين اليدين (شعر).
- 2001: أزهار ثاني أوكسيد التاريخ (شعر).
- 2002: إعلان حالة الطوارئ (شعر).
- 2003: الأعمال الشعرية (الجزء الأول).
- 2004: يوغانا (كتاب اليوغا الشعرية).
- 2004: الفراشة والديناميت.
- 2005: أرض الصفر| The Ground Zero.
- 2006: بعيدا عن رماد الأندلس.
- 2007: الأعمال الشعرية (الجزء الثاني).
- 2008: أصوات قرطاج (مسرحية شعرية بالاشتراك مع عبد الواحد براهم).
- 2008: عز الدين المناصرة، شاعر المكان الفلسطيني (كتاب نقدي).
- 2009: يوغالا، قرص مضغوط صادر بالأرجنتين يضمّ أشعاره بالإسبانية محورها اليوغا الشعرية بالاشتراك مع شاعرتين من الأرجنتين: غراسيالا مالاغريدا وإيريس غاديلاغو وقد تم تسويغها مع الموسيقى بوصفها علاجا لذوي الضغط العالي من الأطفال واليافعين.
- 2009: أرض المجاز (رواية للأطفال واليافعين، برسوم الفنانة المكسيكية عايدة إيمارت).
- 2010: الآصرة: نيوتن في قرية زها حديد (قيد الطبع، رواية في أدب الخيال العلمي، محلاة برسوم للفنان الباناميّ أوزفالدو هاريرا).
- 2010: جنة الشيطان أو الحب بجرعات صغيرة (قيد الطبع، رواية للأطفال واليافعين، تصدر مع ترجمات خمس لها: الإنجليزية، الفرنسية، الإسبانية، الإيطالية والبرتغالية).
- 2010: رشائيّة | رثائيّة في كتاب، في رثاء ابنته الوحيدة رشا (رسّامة، شاعرة وصحفية) والتي فارقت الحياة في مارس 2010 وهي على أهبة ولادة «ياسمين».
- 2011: تفّاح نيوتن (رواية للأطفال، برسوم الفنان الباناميّ أوزفالدو هاريرا).

### بالفرنسية
- 2005: ابن العنكبوت.
- 2005: يوطاليا Yotalia (بالاشتراك مع الشاعرة الفرنسية هيرا فوكس).
- 2005: ألف قصيدة وقصيدة (بالاشتراك مع الشاعرة الفرنسية هيرا فوكس).
- 2005: حديقة فرنسا.
- 2006: باكرا على الأرض Tôt sur la terre.
- 2007: الأزرق نفسه مع شعراء إسبان.

### بالإسبانية
- ديوان الريح.
- بمنأى عن الأنا المهيمن.
- الشعراء يطيرون على مرتفع منخفض.

### بالسّويديّة
- Ö جزيرة (مخطوطة شعريّة).
- القاموس العاشق (مخطوطة شعريّة).

### بالبرتغاليّة
- عند النّافذة.

## رؤية نقدية
- إيقاع شرق / غرب: نحو إيقاع شعري جديد| تطبيق العروض العربي على القصيدة الفرنسية|

## أعمال مترجمة

### إلى الفرنسية
- 2004: قصائد ليوسف رزوقة ترجمة الهادي خليل.
- 2004: الصورة شاخت، ترجمة جان فونتان.
- 2005: مخالب المياه، ترجمة: وليد سليمان.

### إلى الإنجليزية
- جحيمان في القلب ترجمة خولة كريش.
- وعلى الأرض السلام |بالاشتراك مع الشاعر الأمريكي فيليب هاكت| ترجمة خولة كريش.

## صدرت عنه المؤلفات النقدية التالية
- عز الدين المدني: لغة العصر تغزو الشعر في «إعلان» يوسف رزوقة.
- خالد الماجري وعادل العنيزي: البستان وما جاوره (كتاب بيبليوغرافي).
- عبد الرزاق القلسي وماهر دربال: الشعر والعولمة في «أزهار ثاني أكسيد التاريخ».
- نخبة من الباحثين: تروبادور الأزمنة الحديثة (بالفرنسية).
- نخبة من الأقلام النقدية: الباب الموارب، دراسات حول «ثاني أكسيد التاريخ»، مؤالفة: حافظ محفوظ.
- هيام الفرشيشي: أروكسترا الشاعر في «إعلان حالة طوارئ».
- نخبة من الأقلام النقدية: نص الإطاحة بالقناع حول «إيبستيمية الخروج» مؤالفة شمس الدين العوني.
- مراد بن منصور، اللغة المنفجرة والمضمون الاستشرافي في شعر يوسف رزوقة (رسالة جامعية 2004).
- الهلال شرقا، الهلال غربا (يوسف رزوقة بأقلام عربية وأوروبية) مؤالفة عبد الحميد شكيل.
- يوسف رزوقة في البحث عن الرابط الأصيل | بالفرنسية| تأليف أود ريشو ديانو.
- يوسف رزوقة، نحو نظام شعريّ جديد |بيوغرافيا بالفرنسية| تأليف ألاّ فرانس.
- بين إسكندنافيا وشمال إفريقيا: غبطة أن تكون هناك |دراسة مقارنة بالفرنسية بين التونسي يوسف رزوقة والسويدي غونار إيكيلوف | تأليف حسن باهاني.
- ي / ر، يتيم الخارطة | مجموعة مقالات نقدية بالفرنسية | جمع وتقديم الشاعر البانامي إيدلبارنو غونثالث تريخوس.
- فتنة التضاريس، قراءة إصغائيّة في بعض نتوءات القول الشعري عند يوسف رزوقه من خلال الجزء الأول من أعماله الشعريّة | تأليف قيس البرادعي.
- يوسف رزوقة، الذئب في العبارة، حوار- نهر في كتاب من إعداد وليد الزريبي.
- يوسف رزوقة، شاعر من كوكب آخر، بيوغرافيا بالبرتغالية، تأليف الشاعرة البرازيلية ليليان هيانهاردت.
- أرض الصّفر ليوسف رزوقة، قاموس شعريّ، جديد، بالإسبانية، روزا مارتينث / جامعة أوتونوما – مدريد.

## نشر إلكتروني
- نشرت له بوكريكس الإنجليزية، سبعين كتابا إلكترونيا في اللّغات ذات النّظام الحروفيّ اللاّتيني كالإنجليزيّة والفرنسيّة والإسبانيّة والقاتالانيّة والبرتغالّية والسّويديّة والرومانيّة والإيطالية. بعض هذه المنشورات سواء أكان نصوصا شعريّة، سرديّة أو نقديّة جاء من تأليفه والبعض الآخر هو عبارة عن تآليف نقديّة أو بيوغرافية عنه أو ترجمات للبعض من أعماله الأدبيّة بإمضاء مجموعة من رفاق دربه من الشعراء أو النقّاد.

## أهم الجوائز التي فاز بها
- الصّنف الثالث من وسام الاستحقاق الثقافي بتونس.
- 1~ جائزة وزارة الثقافة لكتابه الشعري «برنامج الوردة»، 1986.
- 2~ جائزة وزارة الثقافة لأدب الطفل عن كتابه «وطارت البرتقالة» 1993.
- 3 ~ جائزة وزارة الشباب والطفولة لأناشيد الأطفال، عن شريطه المغنطيسي "صباح الخير يا وطني" (ألحان فرحات الجديد وأداء أطفال المرّيخ") 1997.
- 4~ جائزة وزارة الثقافة لكتابه الشعري «الذئب في العبارة»، 1999.
- 5~ جائزة أبي القاسم الشابي لكتابه الشعري «أزهار ثاني أوكسيد التاريخ»، 2002.
- 6~ جائزة الدكتور أحمد عبد السلام للإبداع الثقافي | رصدتها ولاية المهدية تتويجا لمسيرته الشعرية، 2003.
- 7~ جائزة الملك عبد الله للآداب والفنون | عمان الأردن، عن مجمل أعماله الشعرية 2004 مناصفة مع الشاعر الأردني حيدر محمود.